# Donald 1. af Skotland
Donald I (Donald mac Alpin, død 863) var konge af Skotland fra 858 til sin død. Han var søn af Alpin 2. af Dalriada, og efterfulgte sin ældre bror Kenneth, som var den første konge af et samlet Skotland. 
Han blev af samtiden beskrevet som en "vellystig søn af en udenlandsk kvinde". Eftersom Kenneth Is mor skal have været en skotsk prinsesse, må de have været halvbrødre. En teori, som har været fremmet, er, at moren var af norrøn oprindelse. Han skal have oprettet en lovsamling, kendt som Aedhs love, som blandt andet omfattede tanisteri, en ordning for tronfølge hvor kongen selv valgte sin efterfølger, normalt blandt sin familie. Han valgte selv sin nevø Konstantin som efterfølger. Denne ordning var i brug indtil Malcolm IIs tid.
Der er uklarhed omkring omstændighederne for hans død. Han døde enten i et slag ved Scone eller i Perthshire, eller fredeligt i sit slot ved Kinn Belachoir. Han var ikke gift, og havde ikke børn. Det er ikke kendt, hvor han blev gravlagt. 